# NGC 4268
NGC 4268 (другие обозначения — UGC 7371, MCG 1-32-4, ZWG 42.23, VCC 371, NPM1G +05.0339, PGC 39712) — линзовидная галактика в созвездии Девы. Открыта Эдуардом Шёнфельдом в 1862 году.
Положения оси галактики, измеренные кинематическим и фотометрическим методами, не согласуются друг с другом. С учётом того, что видимая форма галактики довольно сплюснутая, это особенно странно. В галактике наблюдается кольцо. 
Этот объект входит в число перечисленных в оригинальной редакции «Нового общего каталога».